# 순우경
순우 경(淳于瓊, ? ~ 200년)은 중국 후한 말의 무장으로, 자는 중간(仲簡)이며 예주(豫州) 영천군(潁川郡) 사람이다.

## 생애

### 초기의 행적
영제(靈帝) 대에 서원팔교위(西園八校尉)의 한 사람으로, 우교위(右校尉)였다. 영제가 죽은 후에는 소제(少帝)를 섬겼으나, 동탁(董卓)의 전횡이 시작되자 원소(袁紹)를 따라가 그를 섬겼다.
흥평(興平) 2년(195), 감군(監軍) 저수(沮授)가 헌제(獻帝)를 영접할 것을 원소에게 주장하였으나 순우경은 곽도(郭圖)와 함께 이에 반대하였으며, 원소 또한 듣지 않았다.
건안(建安) 4년(199), 곽도는 감군의 권한이 지나치게 크다고 주장하였으며, 이를 옳게 여긴 원소는 감군을 폐지하고 순우경 · 저수 · 곽도를 도독(都督)에 임명하여 권한을 나누었다.

### 관도대전
건안 5년(200), 관도대전(官渡大戰)이 시작되어 순우경은 백마(白馬)에 주둔한 동군태수(東郡太守) 유연(劉延)을 곽도 · 안량(顔良)과 함께 공격하였으나, 조조(曹操)에 의해 안량과 문추(文醜)가 전사하는 등 고전을 면치 못하였다.
같은 해 10월, 순우경은 군량 수송 임무를 맡아 독장(督將) 수원진(眭元進) · 기독(騎督) 한거자(韓莒子) · 여위황(呂威璜) · 조예(趙叡) 등과 함께 오소(烏巢)에 주둔하였다. 그러나 방비는 허술하였고, 원소의 모사 허유(許攸)가 조조에게 이 사실을 밀고하였다. 이에 조조는 오소를 급습하였으며, 당시 잠을 자고 있던 순우경은 조조에게 오소를 잃었다.

### 죽음[4]
조조는 순우경을 생포하여 코를 베었으나, 순우경은 죽지 않았다. 이후 조조는 사졸 8천여 명을 죽이고, 마소의 혀와 입술을 베어 이를 원소에게 보냈다.
밤이 되고, 조조는 순우경을 불러 그에게 말하였다.
| “ | 어쩌다 이런 꼴이 되었소? | ” |

순우경이 대답하였다.
| “ | 이기고 지는 것은 하늘의 뜻에 달린 것인데, 내가 무슨 할 말이 있겠소! | ” |

조조는 순우경을 살리고 싶어하였으나, 허유가 조조에게 말하였다.
| “ | 아침에 거울을 볼 때마다 (당신을) 원망함이 나날이 더해질 것입니다. | ” |

이에 조조는 어쩔 수 없이 순우경을 죽였다.

## 《삼국지연의》 속 순우경
무능하고 난폭한 인물로 등장한다.
술을 좋아한 순우경은 매일 연회를 열어 술을 마시며 임무를 소홀히 하였다.
조조는 순우경을 잡아 귀 · 코 · 손을 베어 말의 등에 실은 뒤 원소에게 보냈고, 살아남은 병사로부터 상황을 전해들은 원소는 격노하여 순우경을 잡아 죽였다.

## 같이 보기
- 삼국지 인물 목록